# 八木沢るいこ
八木沢 るいこ（やぎさわ るいこ、1993年2月16日 - ）は、日本のアイドル歌手。埼玉県出身でマーベルエール所属。愛称は「るいにゃん」。
2009年11月19日のMarvelYell☆AKIBA GIRLS ENTERTAINMENT Marvel-AGE にて、マーベルエールよりデビュー。

## 活動
- デビュー時に、『歌姫☆サプライズ』のユニット結成が告知され、メンバーの一人として紹介された。
- 新型インフルエンザにより2009年12月30日 - 2010年1月4日の間はライブ活動自粛。また、メンバーの水月桃子も新型インフルエンザにかかったため、2010年1月3日に開催されたライブの歌姫☆サプライズは松本香苗、百瀬小恋実の2名で行われた。
- ノロウイルスにより2010年3月6日～3月7日の間はライブ活動自粛。この間の歌姫☆サプライズは松本香苗、百瀬小恋実、水月桃子の3名で行われた。
- 2011年4月より、看護学校へ通いつつ日本ナレーション演技研究所の声優養成所に通っている。

## 人物
- 田村ゆかりのファンであり、デビュー時には「Butterfly Kiss」を披露した。その後のソロ曲は、田村ゆかりの曲が中心となり、「恋せよ女の子」を得意としていた。
- 田村ゆかりで好きな曲は、「追い風」と「君をつれて」。
- 猫好きであり、家では3匹の猫を飼っており、猫の名前は「ムー」「メイ」「モモ」。3匹とも性格はおとなしい。
- 血液型B型は調べた結果ではなく、両親の血液型から予想したもの。

## 経歴

### 2009年
- 11月19日：マーベルエールよりデビュー
- 11月21日：松本香苗、水月桃子、八木沢るいこ、椎名セイカからなるユニット『歌姫☆サプライズ』を結成。
- 11月30日：椎名セイカが歌姫☆サプライズから離脱。
- 12月6日：百瀬小恋実が歌姫☆サプライズに加入。
- 12月20日：ミルフィーユ撮影会

### 2010年
- 1月4日：夕刊フジに八木沢るいこが紹介される。
- 1月6日：歌姫☆サプライズが「制服を脱がさないで!」でCDデビュー。
- 1月6日：石丸SOFT本店8Fにて、歌姫☆サプライズ 1st SINGLE「制服を脱がさないで！」発売インストアLIVEが開催された。ゲストはTEAM雪月花、佐藤正美、らんらん(noisy)
- 1月7日：石丸SOFT本店7Fにて、歌姫☆サプライズ 1st SINGLE「制服を脱がさないで！」発売インストアLIVEが開催された。ゲストはFICE、太田ゆうき
- 1月7日：ラジオ日本 ロックラッシュレディオに歌姫☆サプライズとして電話出演する。
- 1月8日：夕刊フジに歌姫☆サプライズが紹介される。
- 1月9日：石丸SOFT本店7Fにて、歌姫☆サプライズ 1st SINGLE「制服を脱がさないで！」発売インストアLIVEが開催された。ゲストは小山留生、三浦めい
- 1月10日：石丸SOFT本店7Fにて、歌姫☆サプライズ 1st SINGLE「制服を脱がさないで！」発売インストアLIVEが開催された。1回目のゲストは：佐藤正美、noisy、Survivё-ZERO、2回目のゲスト：太田ゆうき、Rizumu
- 2月4日：ラジオ日本 ロックラッシュレディオのWebリクエストで歌姫☆サプライズが1位を獲得したことにより、スタジオにゲスト出演する。
- 2月21日：石丸ソフト本店７階にて行われた、夢野星ミニアルバム『麻雀天使～Mahjong★Angel～』発売記念イベントに歌姫☆サプライズとしてゲスト出演する。
- 2月21日：秋葉原ソフマップ音楽CD館4Fにて行われた、FICE『電破！～デンパンクロイドの逆襲～ FICE×裸執事』発売記念ライブに歌姫☆サプライズとしてゲスト出演する。
- 2月21日：テレビ埼玉「ガールズソングセレクション」（歌姫☆サプライズで出演）
- 2月25日：スコラの「次世代アイドルグループ特集」に歌姫☆サプライズが紹介される。
- 3月2日：2010年3月末をもってアイドル活動を卒業する旨を発表。
- 3月27日：Marvel-AGE-SP☆あげあげ(^o^)／あいどるか～にばるぅ☆→よんじゅうよん　にて、ライブ活動を卒業。

### 2011年
- 3月23日：日本ナレーション演技研究所の声優養成所に合格

## ディスコグラフィー

### 歌姫☆サプライズ

#### シングル
| 発売日       | タイトル             | 発売元      | 品番      |
| ------------ | -------------------- | ----------- | --------- |
| 2010年1月6日 | 制服を脱がさないで！ | 色彩RECORDS | MSSR-1012 |

- 収録曲

1. 「制服を脱がさないで!」
2. 「DOKI☆DOKIラブゲーム」
3. 「制服を脱がさないで!」（Instrumental）
4. 「DOKI☆DOKIラブゲーム」（Instrumental）

- オリコンチャート
  - オリコンデイリーチャート 2010/1/10付　20位
  - オリコンウィークリーチャート 2010/1/18付　153位
  - オリコンインディーズチャート　2010/1/18付　5位